# Lucy Allen Smart
Lucy Allen Smart (Lucy Allen, 1877–1960) fue una bibliotecaria y conservadora estadounidense .

## Trabajo en el Estado de Ohio
Allen comenzó sus estudios para convertirse en bibliotecaria en la Universidad Estatal de Ohio en 1894. Mientras estuvo allí, asistió a las clases de Warren K. Moorehead, profesor de arqueología en el Estado de Ohio y conservador del museo de la Sociedad Arqueológica e Histórica del Estado de Ohio, en la compilación de un catálogo y un mapa de sitios arqueológicos en el estado. Moorehead se vio obligado a renunciar a su cargo en 1897 cuando contrajo tuberculosis . Él recomendó que Allen terminara el catálogo, diciendo que ella conocía el material "mejor que cualquier otra persona, junto a mí". Ella también asumió su papel de conservadora por un período de cinco meses en 1898. Su sucesor, William Corless Mills, revisó y expandió el mapa de Moorehead y Allen lo publicó como el Atlas Arqueológico de Ohio, el primer estudio arqueológico estatal completo realizado en los Estados Unidos. A pesar de su contribución, Allen no fue acreditada en la publicación final.
Allen fue contratada como bibliotecaria asistente en el estado de Ohio, un cargo que ocupó hasta 1901. Durante este tiempo obtuvo una maestría en biblioteconomía.

## Carrera posterior
En 1901, Allen dejó el Estado de Ohio para estudiar con el historiador Albert Bushnell Hart de la Universidad de Harvard, pero no completó su doctorado. En el mismo año se casó con George Smart, cofundador y editor de Columbus Citizen . Mientras estaba casada, escribió la Historia de Forest Hills de los Días de los indios, que se publicó en 1924.
Después de la muerte de su esposo en 1925, Allen se convirtió en asistente del director y bibliotecario de Kew-Forest School en Forest Hills, Nueva York, y fue nombrada Decana de Niñas en 1947.
En 1937, fue nombrada miembro del consejo de administración de la Biblioteca Pública de Queensborough, convirtiéndose en la primera mujer en un consejo de bibliotecas de toda la ciudad. También se desempeñó como editora de The Forest Hills Gardens Bulletin, y era conocida por sus actuaciones de historia viva, retratando a mujeres estadounidenses como Dolley Madison y Harriet Beecher Stowe .